# Georg Wolfgang Krafft
Georg Wolfgang Krafft, también conocido como Georgius Wolfgangus Krafftius (Tuttlingen, 15 de julio-Tubinga, 12 de junio) fue un físico alemán. Una de sus obras más notables es Descripción y representación exacta de la casa de hielo, que se construyó en San Petersburgo en enero de 1740.

## Biografía
Su padre, Johann Jacob Krafft (1679-1762) fue pastor en Tuttlingen y responsable de su alfabetización temprana.
Krafft fue profesor de Matemáticas en la Academia de ciencias de San Petersburgo y en la Universidad de Tubinga.
Su hijo, Wolfgang-Ludovig Krafft, nacido en San Petersburgo en 1743, fue un distinguido astrónomo, y con Euler instaló las tablas de la Luna.

## Obra
- Dissertatio Geometrica de problematibus aliquot conicis per analysin concinne solvendis
- Experimentorum physicorum brevis descriptio, Petersburg, 1738
- Demonstrationes duorum theorematum geometricorum
- Kurtze Einleitung zur theoretischen Geometrie, Petersburg 1740
- Brevis introductio ad geometriam theoreticam, Petersburg, 1740
- Description de la maison de glace construite St Pétersbourg en 1740, avec quelques remarques sur le froid en général, 1741
- De atmosphaera solis, dissertationes duae, Tübingen, 1746
  - → Jean Jacques d’Ortous de Mairan Traité des aurores boréales, (Voy. les Mém. de l'Acad. des sciences, ann. 1747)
- Praelectiones academicae publica in physicam theoriticam, Tübingen, 1750
- Institutiones geometriae sublimioris, Tübingen, 1753
- Institutiones geometriae sublimioris, ibid., 1753
- Observationes Meteorologicae factae Tubingae, annis 1747, 1748 et 1749